# شونيز رقيق الأوراق
الشونيز رقيق الأوراق (باللاتينية: Nigella tenuifolia) نوع نباتي يتبع جنس الشونيز من الفصيلة الحوذانية.

## الموئل والانتشار
موطن هذا النوع الأقاليم السورية الشمالية حيث ينتشر في منطقة عنتاب.